# Nowy Zamek w Płotach
Nowy Zamek w Płotach – zabytkowy zamek z XVII wieku, przebudowany na pałac w 1910 roku, położony w Płotach (województwo zachodniopomorskie). Obiekt jest wpisany do rejestru zabytków i znajduje się pod ochroną.

## Historia
Historia Nowego Zamku w Płotach sięga początku XVII wieku. Początkowo była to siedziba rodu Ebersteinów zbudowana w latach 1606 –1618. Z XVII wieku prawdopodobnie pochodzi czworoboczny wyniosły budynek znajdujący się od strony południowej dziedzińca. Zamek odnowiono na początku XVIII w. a rozbudowano w latach 1909-1911 dla Karla Bernarda von Bismarcka, a autorem projektu był Kurf Paul z Laage. Powstała wtedy malownicza neobarokowa, eklektyczna rezydencja pałacowa. 
Po II wojnie światowej zamek stał się najpierw siedzibą Szkoły Rolniczej, później internatu dla dojeżdżających do Zespołu Szkół Rolniczych. W prawym skrzydle zamku mieści się Sala Posiedzeń Rady Miasta i Gminy Płoty oraz Sala Ślubów. Dodatkową atrakcją są gromadzone od stuleci bogate zbiory „Biblioteki Pomorskiej”, a także cenne okazy monet i kolekcje dzieł sztuki, również w zamku mieści się kolekcja XVII-wiecznych gobelinów.

## Napis na wieży
Od frontu po lewej stronie wieży, pod oknem pierwszego piętra w narożnej ścianie, znajduje się płycina zawierająca kartusz z herbami hr. Karla  von Bismarck-Osten (1874-1952) i jego żony Hildy z domu Deichmann (1878-1958) z napisem na trzech bokach płyty w jęz. niem.  GRAF KARL UND GRAFFIN HILDA BISMARCK OSTEN/ HABEN TURM UND ANBAU AN DAS / ALTE SCHLOSS ANFUEGEN LASSEN I. J. CHR. MCMX / (Hrabia Karl i hrabina Hilda Bismarck Osten dobudowali wieżę i rozbudowali stary zamek w roku 1910).

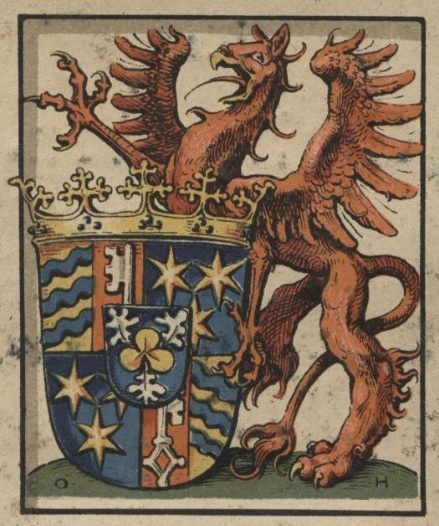
Herb Bismarck Osten
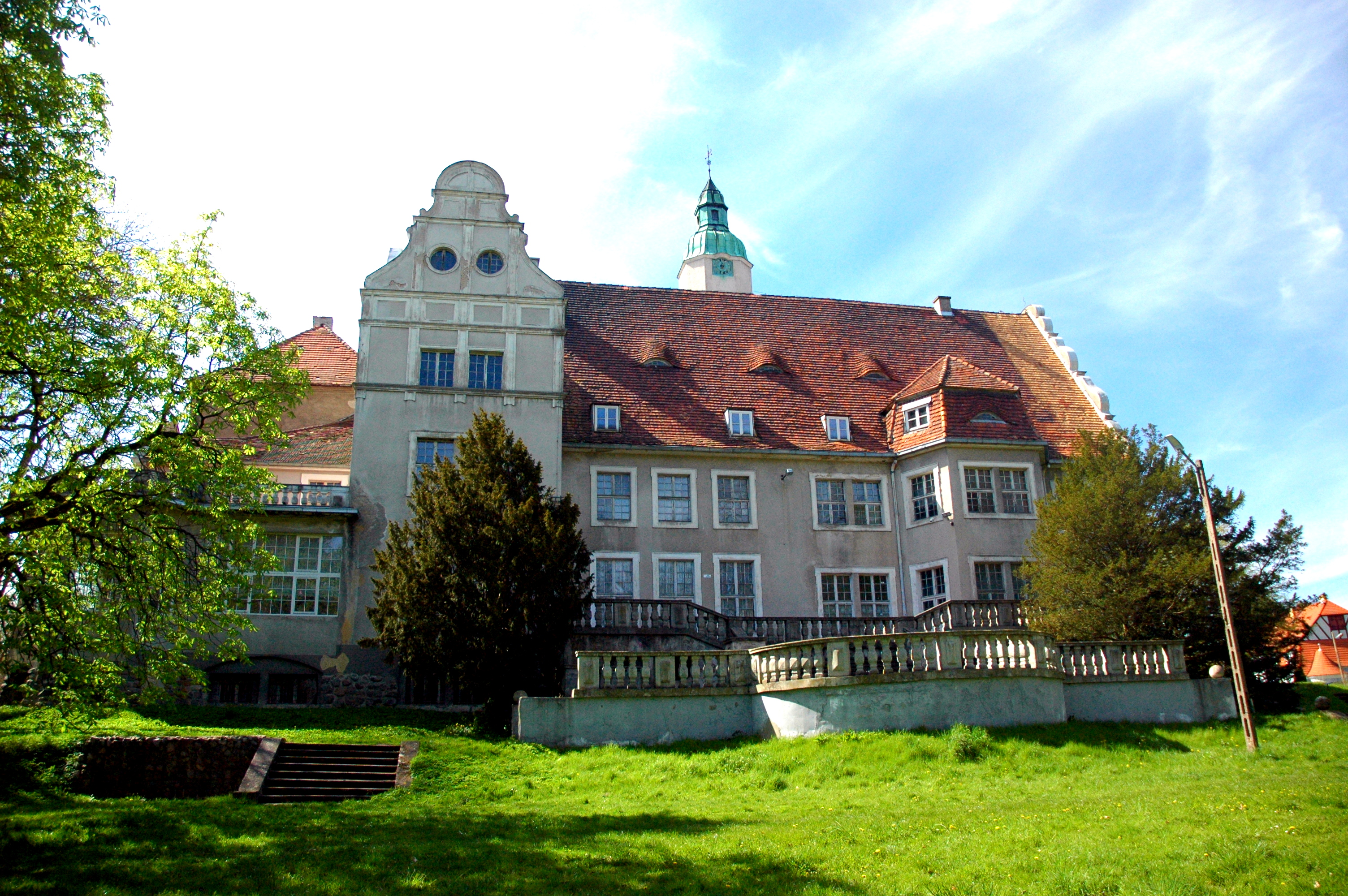
Część pałacu z 1910 od strony ogrodu
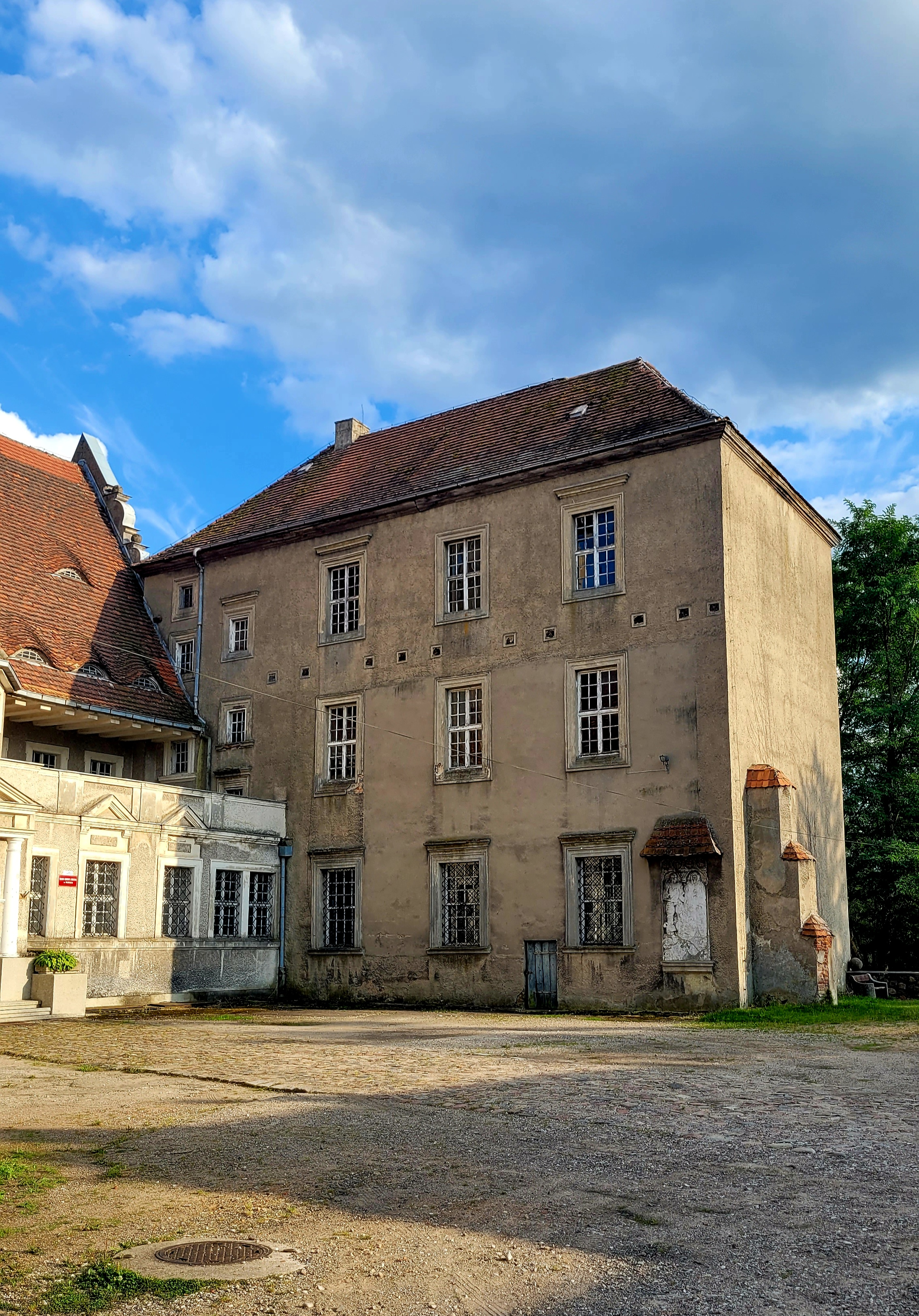
Część z XVII w.
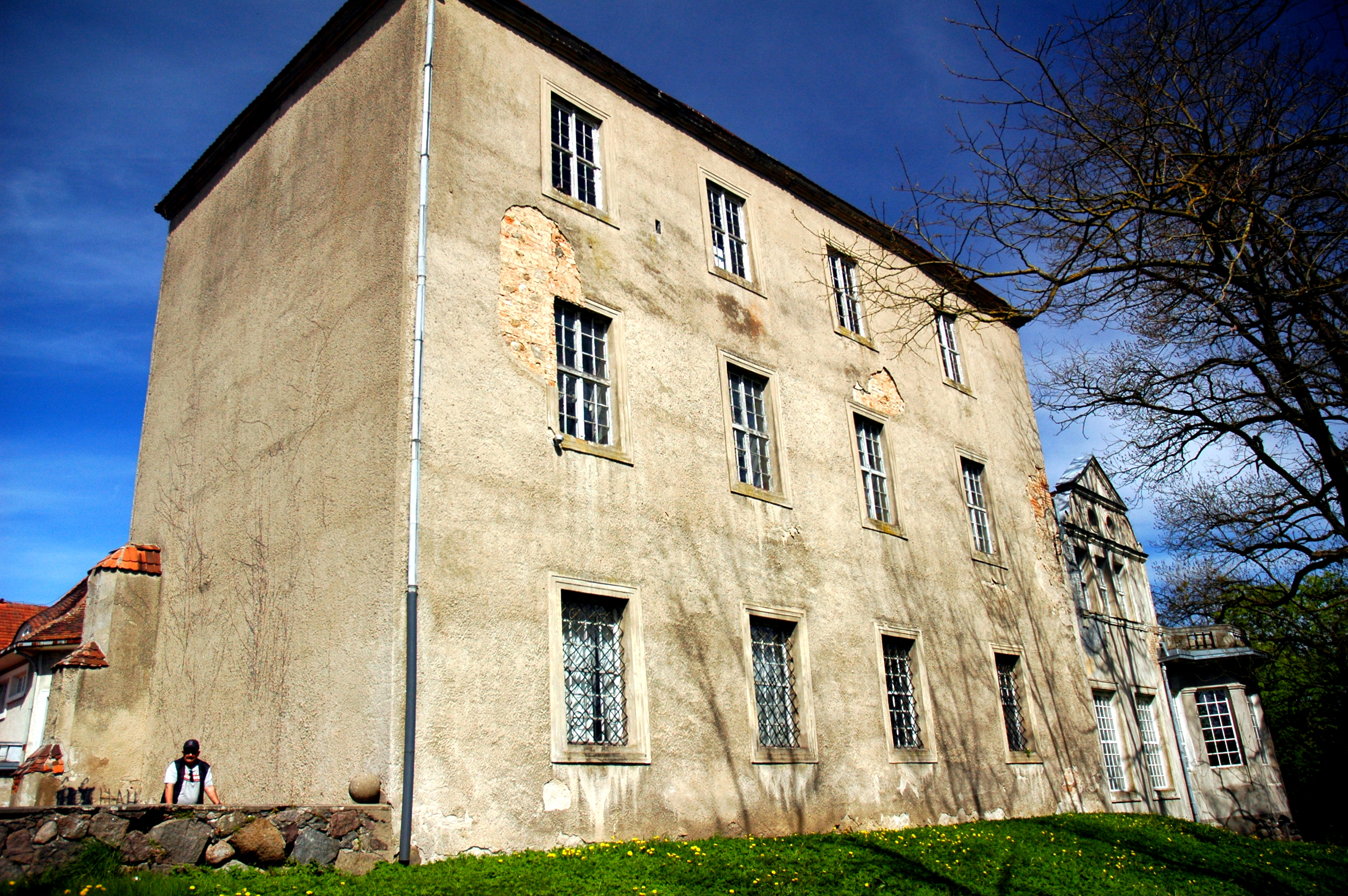
Część z XVII w.
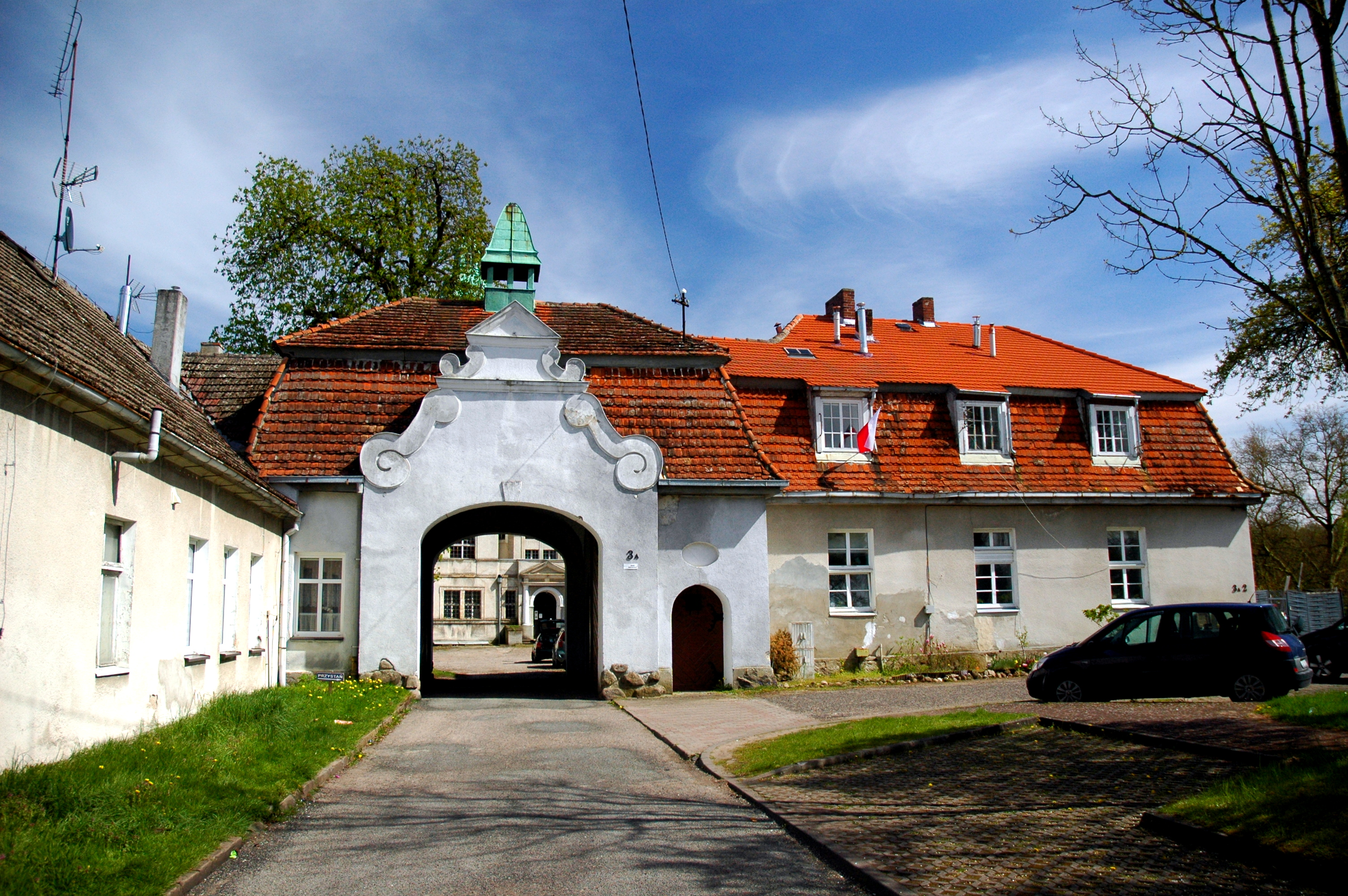
Brama wjazdowa